# Landtag von Porvoo

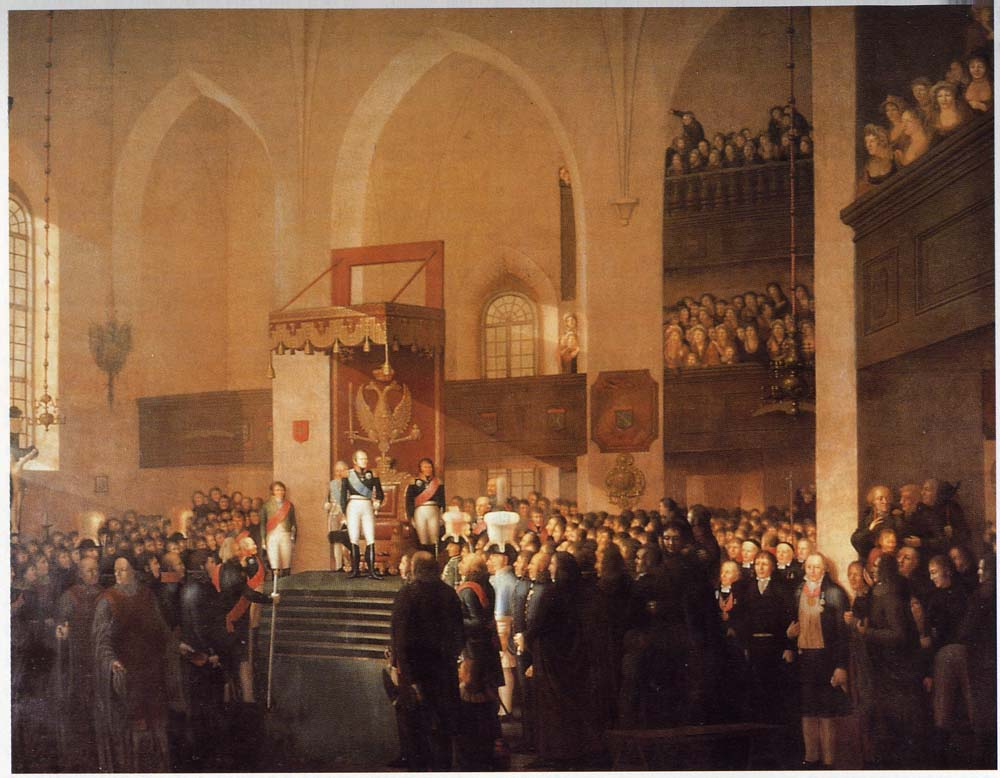
Der Landtag von Porvoo wird von Alexander I. eröffnet

Der Landtag von Porvoo (finnisch Porvoon maapäivät oder unhistorisch Porvoon valtiopäivät, schwedisch Borgå lantdag) war eine Ständeversammlung, die 1809 das Großfürstentum Finnland begründete und in Finnland Rechtsnachfolger des schwedischen Ständereichstags war.
Während des Russisch-Schwedischen Krieges war das bis dahin zu Schweden gehörende Finnland von Russland besetzt worden. Zar Alexander I. ließ auf Vorschlag General Sprengtportens die Vertreter der vier Stände (Adel, Geistliche, Bürger und Bauern) in Porvoo zusammenkommen, um sich selbst als Großfürst des neuen autonomen Großfürstentums Finnland ausrufen zu lassen.
Der Landtag tagte vom 25. März bis zum 19. Juli 1809. Er bestand aus 75 Vertretern des Adels, deren Lantmarskalk (Landmarschall, Vorsitzender) Graf Robert Wilhelm de Geer, 8 des Klerus mit dem Vorsitzenden Jakob Tengström, Bischof von Turku, 20 Vertretern des Bürgertums, deren Vorsitzender der Kaufmann Kristian Trapp aus Turku war, sowie 30 Vertretern des Bauernstandes, die von Pehr Klockars aus Nykarleby geführt wurden. Die meisten Vertreter des Adels waren Offiziere, die in den 1780er und 1790er Jahren ihren Dienst im schwedischen Militär quittiert hatten.

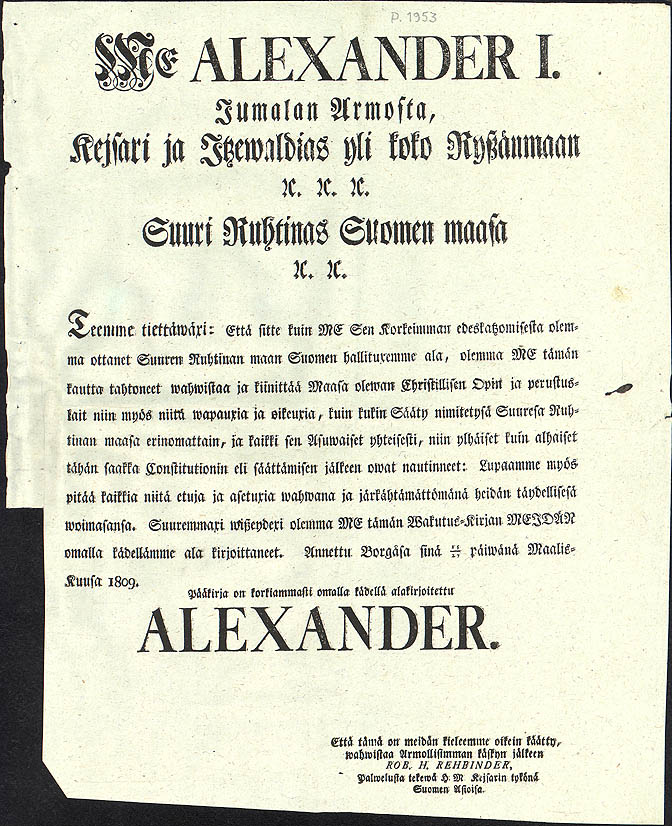
Throneid Alexanders I., auf Finnisch gedruckt

Alexander hatte den Landtag einberufen lassen, um Finnland dadurch zu befrieden, dass er den Landständen ihre alten Rechte garantierte und Aussicht auf eine bessere Zukunft versprach. Am 29. März leistete er seinen Throneid. Alexander hielt seine Ansprache auf Französisch, diese wurde ins Schwedische übersetzt. Er kündigte den Vertretern im Landtag an, die Versammlung sei ein Wendepunkt ihrer politischen Existenz, „cette réunion fera époque dans votre existance politique“. Im Gegenzug leisteten die Stände ihrerseits den Untertaneneid und erkannten Alexander als Großfürst an.
Der Zar garantierte Finnland seine Rechte gemäß der Schwedischen Verfassung von 1772, insbesondere die evangelisch-lutherische Religion. Auch blieb Finnland beim gregorianischen Kalender, der in Schweden 1753 eingeführt worden war. Die im Frieden von Nystad (1721) und im Frieden von Åbo (1743) russisch gewordenen Gebiete, das sogenannte Altfinnland, wurden 1812 als Provinz Wiborg Teil des Großfürstentums Finnland.
Der Landtag hatte verlangt, nach dem Ende des Krieges erneut einberufen zu werden, dies geschah aber nicht. Der Frieden mit Schweden wurde am 17. September 1809 geschlossen, der Landtag wurde aber erst im Juni 1863 von Alexander II., dem Neffen Alexanders I., wieder einberufen.
Zum Gedenken an den Landtag brachte Finnland 2009 eine 2-Euro-Gedenkmünze heraus, die die Fassade des Doms von Porvoo zeigt.